# ルヴフ・ゲットー

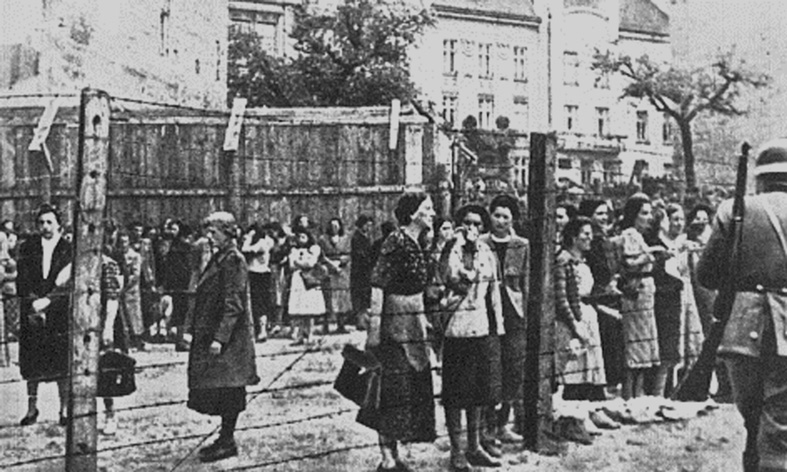
ルヴフ・ゲットー(1942年春)

ルヴフ・ゲットー（波：Getto lwowskie）・レンベルク・ゲットー（独：Ghetto Lemberg）・リヴィウ・ゲットー（ウクライナ語：Львівського гетто）は、ナチス・ドイツがルヴフ（当時はポーランド総督府領。現在はウクライナ領でリヴィウという）に設置したゲットー（ユダヤ人隔離居住区）である。ポーランド総督府領に設置されたゲットーの中では三番目に人口が多かった（一番はワルシャワ・ゲットー、二番目はウッチ・ゲットー）。

## 歴史
1939年9月、ドイツ軍とソ連赤軍によるポーランド侵攻後、ポーランドのルヴフはドイツ軍によって占領された。独ソ不可侵条約の秘密協定に基づき、ドイツはソ連にルヴフを引き渡した。以降、しばらくルヴフはソ連によって支配されていたが、1941年6月にドイツ軍がソ連軍のポーランド占領地域へ進攻を開始（独ソ戦）すると、ルヴフもドイツ軍によって占領された。ルヴフは1939年9月以来、ドイツ軍のポーランド占領地域に設置されていたポーランド総督府の領域に組み込まれることとなった。
当時、ルヴフには11万人のユダヤ人が暮らしていた。1941年11月に、ルヴフ・ゲットー建設の命令が下った。命令では12月までに建設せよとのことだったが、完成したのは1942年8月だった。
ルヴフ・ゲットーはラインハルト作戦で絶滅収容所へ移送された最初のゲットーだった。1942年3月からゲットー住民の移送が開始された。1942年8月には激しい移送が行われ、65,000人のユダヤ人がベウジェツ絶滅収容所へと移送された。数千人だけがレンベルク＝ヤノフスカ強制労働収容所(de:Zwangsarbeitslager Lemberg-Janowska)へ移送され、強制労働に従事した。なおルヴフ・ゲットーのユダヤ人評議会議長ヨーゼフ・パルナスはゲットー住民の移送に反対し、ドイツ当局によって銃殺されている。

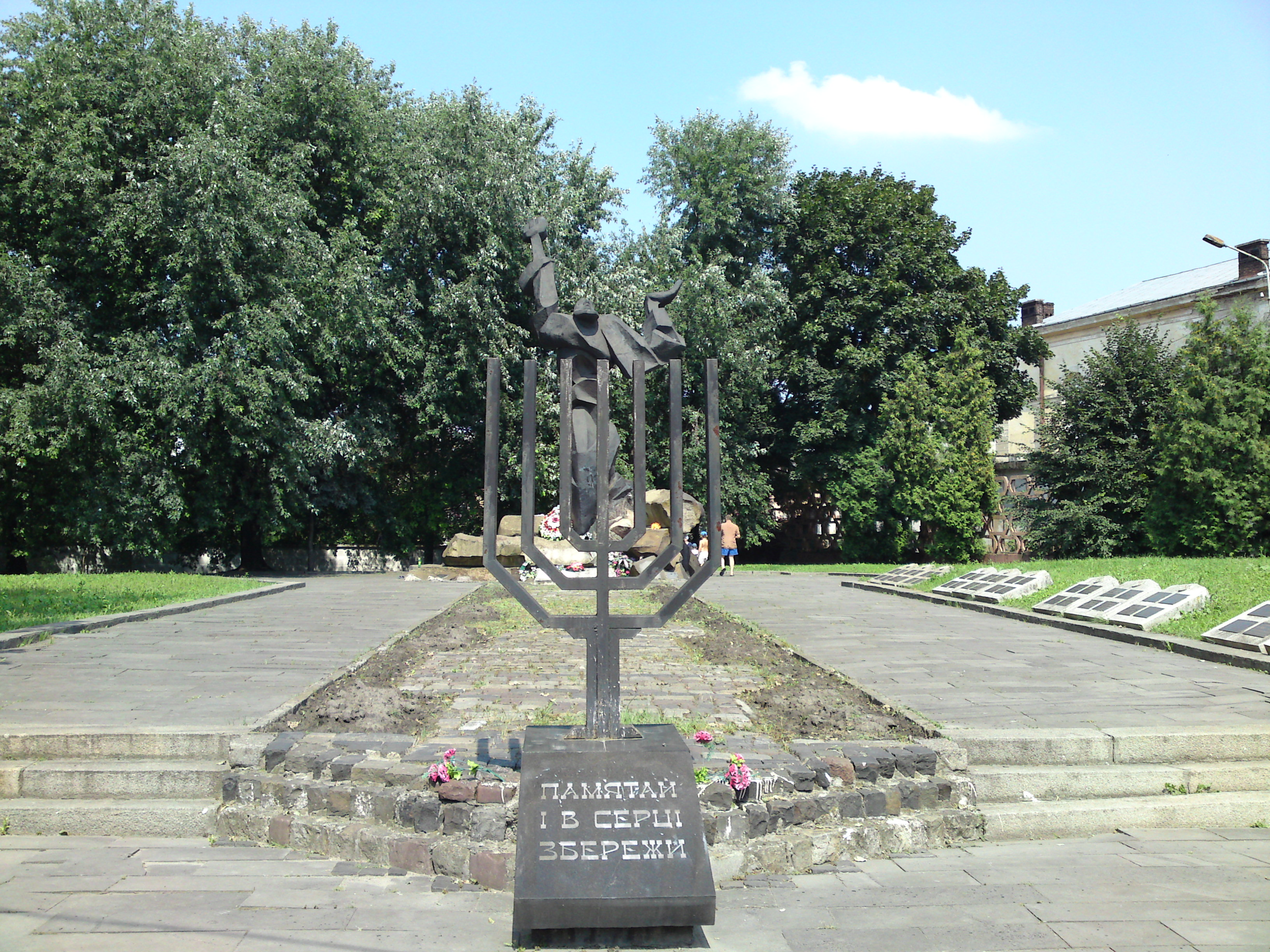
リヴィウに建つホロコースト記念碑

1944年7月にソ連赤軍が再びルヴフを占領したが、ルヴフ・ゲットーにはもはや数百人しか残っていなかった。